# Cachoeira Paulista
Cachoeira Paulista es un municipio ubicado en el interior del estado de São Paulo en Brasil. Es parte de la Región Metropolitana del Valle del Paraíba y Litoral Norte, en la Microrregión de Guaratinguetá.

## Toponimia
El nombre de la ciudad está íntimamente ligado a la topografía del sitio. Desde el origen, el nombre se debe, principalmente, a las caídas de agua que ocurren en el Río Paraíba del Sur, en las proximidades del punto donde se localizaba el puerto original. Así, el término Cachoeira estuvo presente desde los primordios de la ciudad, e incluso en los períodos en que el nombre perdió temporalmente este término, estuvo presente en la costumbre del local. La segunda mitad del nombre está vinculada al evento histórico de la Revolución Constitucionalista de 1932, que marcó profundamente la ciudad, que pasó entonces a adoptar el nombre de Cachoeira Paulista.

## Formación Administrativa
La parroquia creada con la denominación de Santo Antonio da Cachoeira, por la ley provincial n.º 37, del 29/03/1876, subordinado al municipio de Lorena. Elevada a la categoría de pueblo con la denominación de Santo Antonio da Bocaína, por la ley provincial n.º 5, de 09/03/1880, desmembrado de Lorena. Sede en la antigua población de Santo Antonio da Cachoeira. Constituido del distrito sede. Instalado en 08/01/1883. Se pasó a llamarse Bocaína, cuando fue elevada la categoría de Ciudad, conforme a la ley municipal n.º 14, del 15/05/1895. En la división administrativa de 1911, el municipio de Bocaína está constituido del distrito sede. Se pasa a denominarse Cachoeira, conforme a la ley n.º 1.470 de 29/10/1915, así permaneciendo en divisiones territoriales datadas de 31/12/1936 y 31/12/1937. Pasó a llamarse Valpaíba, el 30/11/1944, en virtud del decreto n.º 14.334. Finalmente, el 24/12/1948, el municipio pasó a ser denominado Cachoeira Paulista.

## Historia

### Período Pre-Fundación
Uno de los primeros poblados de la región, se originó del intenso movimiento de tropas oriundas de Minas Gerais hacia los puertos de Parati y Mambucaba, que hacían parada en el pueblo, para abastecimiento, hizo surgir varios establecimientos comerciales y consecuente desarrollo de las actividades agrícolas. La historia de Cachoeira Paulista se confunde con la historia del propio Valle del Paraíba y comienza en torno al año 1560, cuando el 3º Gobernador General de Brasil, Mem de Sá, en visita a la Capitanía de San Vicente, determina que el proveedor Brás Cubas y Luis Martins organice una expedición con la misión de descubrir minas de oro y plata. Tal expedición, que habría sido la primera en explotar el territorio valleparaibano, siguió el itinerario que corresponde al de las antiguas Carreteras Reales, acompañando el curso del Río Paraíba hasta el Puerto de la Cachoeira, allí cruzando el referido río, siguiendo hacia la Garganta del Embaú, alcanzando entonces el Sertão de los Cataguases, en Minas Gerais. Esta expedición es considerada la primera presencia de colonizadores en la región, entonces, vivienda de los indios Puris en 1562. En 1601, André de Leão fue encargado por el gobernador general, Don Francisco de Sousa, de viajar al norte de la capitanía en busca de plata. Él organizó y dirigió una gran Entrada que siguió el itinerario de Brás Cubas, siendo integrada por el holandés Wilhelm Joosten Glimmer, para buscar los yacimientos de minerales que eventualmente podrían revelar la existencia de metales preciosos. Glimmer, además de investigar minerales, dejó un relato del viaje que había hecho y, en un trecho describe el Río Paraíba y una región llena de sierras, en las proximidades de las cascadas. Leão habría dicho que en aquel lugar quedaría a esa sierra de Sabarabuçu, la tierra de la plata, contada en las leyendas indígenas. El viaje de Leão duró nueve meses, como atestigua el Glimmer, sin embargo, ningún signo de plata fue encontrado, y la Entrada regresó sin éxito. Siete décadas después, el bandeirante Fernão Dias Paes pasaría por la región detrás de esmeraldas. Muitas outras expedição ocorreram, dando início à fase das Entradas, seguidas pelas Bandeiras e muitos outros desbravadores passaram pela região, entre eles, João Ramalho, João Pereira Botafogo, Felix Guizard, Domingos Rodrigues, e Jacques Felix. A partir de 1724, las autoridades de la Capitanía de São Paulo pasan a conceder sesmarias a lo largo de la Estrada Real, entre la Freguesia de la Piedad y la Garganta del Embaú, beneficiando a Jerónimo Dias, Domingos Bicudo Leme y Domingos Rodrigues Correia, este recibiendo en 1736, en la región de Embaú, a lo largo del Camino Viejo de la Carretera Real, que conecta la región del Valle del Paraíba a las Minas Gerais, desde las proximidades del Río Passa-Vinte hasta las márgenes del Río Paraíba del Sur, incluyendo el Porto da Caxoeira.

### Primeros años
Los primeros documentos que se refieren la localidad datan de 1730, citan un poblamiento perteneciente a la Villa de Lorena, denominado Arraial do Porto da Caxoeira, cuyo marco inicial del primitivo núcleo fue una pequeña ermita erigida por devotos en homenaje al Señor Bom Jesús de la Caña Verde, en el año 1780. Manoel da Silva Caldas y su esposa, Ángela María de Jesús, el 18 de octubre de 1784 donaron "doscientas brazas de probada y media legua hacia los sertões situados en la margen izquierda del Río Paraíba del Sur, hasta las divisas con el Embaú", para el patrimonio de la nueva Capilla del Buen Jesús de la Caña Verde, erigida un año después, en 1785, en sus tierras por Sebastiana de Tal, recibiendo la primera bendición en 1786, por el padre Manuel Francisco Lescura Bahuer, primer párroco de la recién creada parroquia de Santo Antônio da Cachoeira, constituyendo de hecho el campamento y permitiendo así la expansión del pueblo allí instalado. El puerto Canoeiro implantado años más tarde, en la barra del río Bocaina, afluente del río Paraíba, posibilitó el comercio con las localidades al oeste, en el valle del río, con la bajada fluminense, manteniendo el carácter comercial de la población, principalmente cuando el café comenzó a ser cultivado en el valle del Paraíba. Las primeras edificaciones instaladas consistían en chozas de sertanejos, en su mayoría pescadores, que sacaban su sustento del río Paraíba. La primera calle de Cachoeira, fue la calle "Bom Jesús", que en la época partió de la capilla y avanzaba hasta la ruta por donde pasaban los troperos que se dirigían a Minas Gerais.

### Durante el Imperio de Brasil
En el año 1822, en los días previos a la Proclamación de la Independencia de Brasil, el Príncipe Regente, Don Pedro I, pasó por la entonces Parroquia de Santo Antônio da Cachoeira, haciendo parada el 18 de agosto de aquel año, para cenar. Fue en esta localidad que el Príncipe Don Pedro I se unió a la comitiva militar, comandada por el Oficial de la Guardia John Phillips David, futuro Barón de Santo Antônio da Cachoeira, que había sido enviado al frente para reclutar voluntarios para la causa separatista. También fue allí donde la comitiva del Príncipe cambió las mulas troperas por caballos comprados de granjeros locales, para seguir viaje hacia Santos. En los años que siguieron, a partir de la independencia de Brasil, la región del Valle del Paraíba experimentó un gran desarrollo, debido a la expansión cafetera, haciendo de la localidad, por su posición estratégica, un importante centro comercial para la salida de la producción, desde el segundo reinado, cuando las grandes haciendas de los Barones del Café dominaban en la región. En 1862, Ana Ortiz, una ilustre vecina de la localidad, financió la construcción de una capilla en honor de Santo Antonio de Lisboa, que se convirtió en el santo patrón de la ciudad, en la orilla derecha del río Paraíba, iniciando la expansión urbana en esa dirección. La capilla fue originalmente construida al pie del cerro que hoy se ubica la Iglesia Matriz, en el área hoy ocupada por la Estación Ferroviaria Histórica. Esta antigua Capilla fue demolida siete años más tarde, en 1869, y trasladada a lo alto del cerro, hoy conocido como Alto de la Iglesia, en razón de las obras de preparación para la instalación de los carriles de la Ferrovía Dom Pedro II, actual Central de Brasil, que alcanzaron la población en 1871, ligándola a la Barra do Piraí y Vargem, en el tramo carioca. En esas condiciones, se creó la parroquia en 1876, en el pueblo entonces conocido por Santo Antônio do Porto da Cachoeira, cuyo nombre invocaba al Santo patrono y al río Paraíba que en las proximidades presenta muchos puntos con cascadas.
A finales del siglo XIX, el Ferrocarril Dom Pedro II desencadenó en la pequeña Villa una gran transformación. La estación de Cachoeira, obra que costó $ 300 Contos de Réis, construida a partir del proyecto del ingeniero Newton Benaton y inaugurada oficialmente el 8 de julio de 1877, sustituyendo la estación temporal que fue construida en 1875, la convirtió en el centro de drenaje de la producción cafetera de la región. El evento se dio bajo grandes festividades, contando con la presencia de la Princesa Imperial Izabel Cristina, de su marido, el Conde D'Eu, además de toda la alta aristocracia de la región. En esa época, la Población de la localidad era de unos dos mil quinientos habitantes que, gracias al florecimiento del café en el Valle del Paraíba, tenía en ese producto su principal sustentación económica. Tenía dos periódicos semanales, el Eco Municipal y la Gazeta do Bocaína, dos grandes y lujosos hoteles, un teatro municipal, que presentaba espectáculos permanentemente, además de grandes caserones, de propiedad de la alta aristocracia de la región, algunos de los cuales aún existen, y innumerables mejoras, muchas raras en las ciudades que componían el Valle del Paraíba. El 9 de marzo de 1880, la parroquia de Santo Antônio da Cachoeira fue desmembrada de la Villa de Lorena, pasando a llamarse Vila de Santo Antonio da Bocaina, en referencia a las Sierras de la Bocaína que curcunvizaban la región. La primera Cámara Municipal, instalada el 8 de enero de 1883, funcionaba en la torre central de la estación ferroviaria bajo la presidencia del Coronel Domiciano Rodrigues Pinto y componen la primera Cámara a los concejales: Joaquim Pedro Barbosa, Joaquim Cândido Pinto, Joaquim José Rodrigues da Motta, Joaquim Luiz de Freitas Braga, Joaquim dos Santos Pinto Júnior y Manuel Saturnino Seixas.

### Después de la Proclamación de la República
Sin embargo, afectados por una serie de factores, como la abolición de la esclavitud en Brasil, el agotamiento del suelo, las dificultades de integración en la red ferroviaria y los efectos negativos de la crisis económica de los primeros años del siglo XX, el café entró en decadencia en el Vale do Paraíba, causando una gran retracción en el desarrollo de la ciudad,  que se remonta a su crecimiento sólo años después, con la introducción de la producción lechera y con la implantación de la Ruta Presidente Dutra, ligando las dos metrópolis, São Paulo y Río de Janeiro, que trae gran desarrollo para toda la región del Valle de Paraíba.

### La Revolución Constitucionalista
Cachoeira Paulista quedó profundamente marcada por su participación en la Revolución Constitucionalista de 1932, uno de los momentos más relevantes y significativos de la historia de la ciudad. Fue el 10 de junio de 1932 que el teniente de la Fuerza Pública Belmiro, encargado de los primeros destacamentos que llegaron a la ciudad, comunicó oficialmente al Delegado de Policía y al entonces Prefecto de Cachoeira, Agostinho Ramos, que se trataba de un levantamiento militar, apoyado por el pueblo, contra la dictadura de Getúlio Vargas. Simultáneamente desembarcaba en la estación ferroviaria de Cachoeira Paulista el sexto regimiento de infantería de Caçapava, dando inicio a la participación del municipio en el conflicto.
Estratégicamente situada cerca de las fronteras de los Estados de Minas Gerais y Río de Janeiro, durante ese período, el municipio se transformó en una plaza de guerra, convirtiéndose en el Cuartel General del Movimiento Constitucionalista, bajo el mando del entonces Coronel Euclydes Figueiredo, y sede de la Segunda División de Infantería en Operaciones, principal contingente de combate de los Constitucionalistas, dando apoyo logístico al famoso tren blindado de los revolucionarios paulistas con sus instalaciones ferroviarias, hechos representados en su bandera y evocados en su escudo. El Trem Blindado TB6, también conocido como "El Fantasma de la Muerte", tuvo innumerables participaciones en este sector durante todo el conflicto, con potentes focos, causaba pánico entre las tropas getulistas escondidas por el breu de la noche. Así, Cachoeira Paulista fue el punto de concentración de tropas del frente norte, y de allí partieron los soldados para diversas ciudades donde habían combates: Areias, Bananal, Silveiras, Queluz e Cruzeiro. Por eso la ciudad se transformó en blanco de las embestidas dictatoriales y fue cruelmente castigada por la aviación del gobierno federal. El 13 de julio de 1932 ocurrió el primer bombardeo aéreo contra una ciudad brasileña, realizado por aviones oficialistas, causando gran pánico en la población. Hasta los días de hoy, la Central Ferroviaria de la ciudad mantiene funcional la sirena de alerta de ataque aéreo. El 22 de julio, en un nuevo ataque, las fuerzas oficialistas apuntaron y destruyeron parcialmente el puente sobre el río Paraíba. Al tomar conocimiento de los ataques a la Cachoeira Paulista, Santos Dummont, que se encontraba en la ciudad de Santos, ya con problemas de salud, comunicó a un amigo que estaba triste al ver su invento trayendo muerte y destrucción entre hermanos, transformándose en una maldita arma de guerra, suicidándose en 23 de julio de 1932, como consecuencia del uso de su invento como arma de guerra, causando gran constreñimiento entre los oficialistas y constitucionalistas. El 9 de agosto, Areias, en el Valle del Paraíba, fue ocupada, y Queluz fue cercada. La ciudad de Cruzeiro fue la próxima visada por las tropas gubernamentales, haciendo que los rebeldes paulistas retrocedieran. Al día siguiente, las ciudades de Queluz y Silveiras fueron evacuadas, obligando a los constitucionalistas a formar una línea de resistencia en Cachoeira Paulista, finalmente, el 2 de octubre de 1932, conscientes de la inminente derrota militar, la entonces Fuerza Pública de São Paulo, comandada por el Coronel Herculano de Carvalho e Silva, junto con el comandante supremo del Ejército Constitucionalista, el general Bertoldo Klinger, obtuvieron un armisticio y se comprometieron en la negociación ante el General Pedro de Aurelio de Góis Monteiro, para el final definitivo del conflicto. Después de algunos días de negociación, las últimas tropas de resistencia con sede en Cachoeira Paulista se rinden y el conflicto se da por concluido.

## Geografía

### Topografía
El municipio de Cachoeira Paulista está ubicado en el fondo del Valle del Paraíba, a los pies de la Serra da Mantiqueira. A partir del área central de la ciudad es posible visualizar diversas cumbres de esa formación, entre las cuales destacan el Pico de los Marines, con altitud de 2.420m y la Piedra de la Mina, con altitud de 2.798m. Se encuentra a una latitud de 22º39'54 "sur y una longitud de 45º00'34" oeste, estando a una altitud de 521 metros. Tiene como ciudades fronterizas Cruzeiro al norte, Silveiras al este, Lorena al sur y al oeste y Canas al suroeste. El municipio contiene parte del Área de Protección Ambiental Manantial do Río Paraíba do Sul, de 292,000 hectáreas (720,000 acres), creada en 1982 para proteger las fuentes del río Paraíba do Sul.

### Demografía
De acuerdo con los datos del último censo hecho por el IBGE - Instituto Brasileño de Geografía y Estadística en el año 2010, Cachoeria Paulista tiene la siguiente composición demográfica:
- Población estimada en el año 2017: 32.773
- Población del último censo en el año 2010: 30.091
- Densidad demográfica en el año 2010: 104,49 hab/km²

En cuanto a la población residente tenemos la siguiente distribución:
- Residentes en Zona Urbana: 24.572
- Residentes en Zona Rural: 5.519

En cuanto al género tenemos:
- Masculino: 14.749
- Femenino: 15.342

| Gráfico de la evolución demográfica de Cachoeira Paulista |
|                                                           |
| IBGE - Instituto Brasileiro de Geografía e Estatística    |